# Хуберт, Думитру
Думитру Хуберт (рум. Dumitru Hubert; 3 сентября 1899, Бухарест — 27 августа 1934, Брашов) — румынский бобслеист. Участник зимних Олимпийских игр 1932 года, чемпион мира 1933 года, серебряный призёр чемпионата мира 1934 года.

## Биография
Думитру Хуберт родился 3 сентября 1899 года в румынском городе Бухарест.
Служил пилотом Военно-воздушных сил Румынии. 
В 1935 году завоевал две золотых медали чемпионата Румынии по бобслею — в соревнованиях двоек с Александру Папанэ и в соревнованиях четвёрок.
В 1932 году вошёл в состав сборной Румынии на зимних Олимпийских играх в Лейк-Плэсиде. В соревнованиях двоек вместе с Александру Папанэ занял 4-е место, показав по сумме четырёх заездов результат 8 минут 32,47 секунды и уступив 17,73 секунды завоевавшим золото Хуберту Стевенсу и Кёртису Стевенсу из США. В соревнованиях четвёрок команда Румынии, за которую также выступали Александру Папанэ, Александру Ионеску и Улисе Петреску, заняла предпоследнее, 6-е место при шести выбывших экипажах, показав по сумме четырёх заездов результат 8 минут 24,22 секунды и уступив 30,54 секунды завоевавшей золото первой команде США. Из-за отсутствия государственного финансирования румыны катались на устаревшем деревянном бобе без специальной экипировки и шлемов.
Дважды выигрывал медали чемпионатов мира в соревнованиях двоек вместе с Александру Папанэ — золото в 1933 году в Шрайберхау, бронзу в 1934 году в Энгельберге.
Погиб 27 августа 1934 года в румынском городе Брашов. Самолёт, которым управлял Хуберт, разбился во время авиашоу, лётчик погиб на месте аварии.